# Le Mont-Dieu
Le Mont-Dieu är en kommun i departementet Ardennes i regionen Grand Est (tidigare regionen Champagne-Ardenne) i nordöstra Frankrike. Kommunen ligger  i kantonen Raucourt-et-Flaba som ligger i arrondissementet Sedan. År 2022 hade Le Mont-Dieu 11 invånare.

## Befolkningsutveckling
Antalet invånare i kommunen Le Mont-Dieu
Referens: INSEE